# Eugen Warming
Johannes Eugenius Bülow Warming (født 3. november 1841 på Mandø, død 2. april 1924 i København), kendt som Eugen Warming, var en dansk botaniker og en hovedfigur i grundlæggelsen af den naturvidenskabelige disciplin økologi. Warming skrev emnets første lærebog (1895) og afholdt det første universitetskursus i planteøkologi. Han gav navn og indhold til en ny selvbevidst biologisk forskningsretning: "If one individual can be singled out to be honoured as the founder of ecology, Warming should gain precedence" (Goodland 1975).
Warming skrev adskillige lærebøger i systematisk botanik, plantegeografi og planteøkologi. Flere af disse blev oversat og vandt stor udbredelse og indflydelse, især i Norden, Tyskland, Storbritannien og USA. De mest betydningsfulde var Plantesamfund og Haandbog i den systematiske Botanik.

## Liv og gerning
Eugen Warming blev født på Mandø som eneste barn af sognepræst Jens Warming (1797-1844) og hustru Anna Marie von Bülow af Plüskow (1801-1863). Efter faderens tidlige død, flyttede mor og søn til hendes bror i Vejle. Han gik i almueskolen i Nørup og fortsatte i Ribe Katedralskole, hvorfra han blev student i 1859. Warming var straks, da han 1859 var blevet student, klar over, at botanikken var hans rette studium; han gav sig i begyndelsen en del af med likenologien, men gik senere andre veje.
Han påbegyndte studier i naturhistorie ved Københavns Universitet, hvor A.S. Ørsteds forelæsninger i botanik kedede ham, mens den unge docent Christian Vaupells undervisning var inspirerende. Warming bidrog til Vaupells bog "De danske Skove" fra 1863 med et kapitel om vestjyske egekrat.

### Forskningsrejser, forsker og lærer
Ved et tilfælde fik Warming mulighed for at rejse til Lagoa Santa i Brasilien, hvor han opholdt sig i tre et halvt år, fra februar 1863 til oktober 1866 og virkede som sekretær for palæontologen Peter Wilhelm Lund, hvilket skaffede ham et ypperligt førstehåndskendskab til den tropiske natur og gav ham lejlighed til at foretage store indsamlinger. Disse blev senere af Warming og en mængde specialister bestemte og udgivne som "Sumbolæ ad floram Brasiliæ centralis cognoscendam" i Videnskabelige Meddelelser fra den naturhistoriske Forening i Kjøbenhavn i løbet af flere år, lige som også et større, mere almindeligt arbejde, "Lagoa Santa", i Videnskabernes Selskabs Skrifter 1892 behandlede Centralbrasiliens planteliv efter mere økologiske synspunkter.
Efter hjemkomsten fra Brasilien tog Warming i 1868 magisterkonferens og studerede derpå et semester i München. I 1871 disputerede han for doktorgraden. Hans arbejde, overhovedet et af hans bedste ("Er Blomsterkoppen hos Vortemælken [Euphorbia L.] en Blomst eller en Blomsterstand?", med 3 tavler), viste ham som den udmærkede undersøger og den moderne, skarpsindige, komparative morfolog. Det samme kan siges om det store prisskrift "Forgreningsforhold hos Fanerogamerne", som blev trykt i Videnskabernes Selskab’s Skrifter i 1872 og belønnet med guldmedaljen. I 1871 havde Warming studeret under Hanstein i Bonn og da han vendte hjem, var det med omfattende indsigt i den botaniske mikroskopis teknik, hvilket i kraft af hans stilling som akademisk lærer fik stor betydning i Danmark, idet han derved var banebryder for den dengang moderne retning i botanikken. På grund af en magtkamp mellem to fløje i det naturhistoriske miljø i København blev Warming forbigået, da professoratet i botanik blev ledigt med A.S. Ørsteds død. Fra 1873 til udgangen af 1875 fik han i stedet overdraget opgaven at holde planteanatomiske øvelser og forelæsninger for viderekomne ved universitetet. Fra 1874 var han docent ved Polyteknisk Læreanstalt og fra 1875 docent i botanik for farmaceuter.

### Professor i Stockholm
Fra 1869 var Warming blevet medudgiver af Tidsskrift for populære Fremstillinger af Naturvidenskaben, og han skrev i en række år i dette tidsskrift en mængde populære afhandlinger. Imidlertid var havde han ikke udsigt til at få en mere fremtrædende og bedre lønnet universitetsstilling i Danmark, og Warming tog derfor imod et tilbud fra den nyoprettede "högskola" (senere Stockholms universitet) i Stockholm, hvor han havde professoratet i botanik fra 1882 til 1885. Derefter vendte han tilbage til Danmark og blev Didrichsen’s efterfølger som ordinær professor og Botanisk Haves direktør.

### Studierejser
Mens han opholdt sig i Sverige, havde Warming i 1884 deltaget i en rejse til Grønland med "Fylla", i 1885 havde han deltaget i en rejse til Finnmark og i 1887 foretog han en rejse til Dovre i Norge, hvilke rejser gav ham mulighed for at studere de arktiske planters biologiske forhold. Et resultat af disse rejser og studier var blandt andet hans udmærkede arbejde "Om Grønlands Vegetation" fra 1888. Senere, i vinteren 1891-92 opholdt Warming sig i Trinidad, Dansk Vestindien og Venezuela og i 1897 på Færøerne.
Han var rektor (rector magnificus) 1907-1908. Han blev pensioneret i 1911, med fortsatte med at forske til sin død.

### Plantesystematikeren
Af Warmings meget omfangsrige forfatterskab kan her anføres foruden det oven for nævnte: "Om Skudbygning, Overvintring og Foryngelse" (i Naturhistorisk Forenings Festskrift 1884), hvori blomsterplanternes biologiske og morfologiske forhold blev sammenknyttet efter nye synspunkter; "Familien Podostemaceæ", en serie store og af mange tavler ledsagede afhandlinger i Videnskabernes Selskabs skrifter (i årene 1881-1901). Warmings store morfologiske sans og evne til at skabe en oversigt over yderst afvigende og indviklede forhold viste sig tydeligt i disse interessante undersøgelser.

### Økologen
Mens det væsentlig var morfologiske og anatomiske arbejder, som Warming fra først af publicerede, viser hans senere skrifter, at studiet af Danmarks vegetationsforhold, planteformationerne, disses biologiske og økologiske forhold i en fremragende grad havde hans interesse. Han ville have landet grundig botanisk undersøgt på en anden måde end den ældre, rent floristiske. Væsentlige bidrag hertil har han selv leveret ved forskellige ekskursionsberetninger og vegetationsskildringer og ved det stort anlagte værk: "Dansk Plantevækst", hvoraf blev udgivet tre bind: "Strandvegetation" (1906), "Klitterne" (1907) og "Skovene" (1916—1919).
En almindelig, morfologisk-anatomisk skildring af strandplanter havde Warming givet i sit arbejde "Halofyt-Studier" i Videnskabernes Selskabs Skrifter 1897. Den første, økologiske plantegeografi, behandlende hele jordens vegetationsformationer i store træk, udgav Warming allerede 1895, "Plantesamfund"; den var et banebrydende arbejde, som var vejvisende for mange botanikere i andre lande, ikke mindst i Amerika, hvor det første økologiske professorat blev oprettet netop inspireret af Warmings arbejder. Såvel på tysk som på engelsk blev udgivet meget forøgede udgaver af dette værk; også to russiske bearbejdelser fremkom. Resten af sit liv syslede Warming især med planteøkologiske studier, og adskillige arbejder fremkom herom, således "Om Planterigets Livsformer" (1908) og hans sidste publikation "Økologiens Grundformer" (1923).

### Naturbeskyttelse
Warming blev med tiden stærkt engageret i den gryende naturfredningsbevægelse. Han havde indset, at bekæmpelsen af sandflugt og opdyrkningen af heden – tiltag som han støttede – også medførte en dramatisk tilbagegang for naturens råderum. Han var særligt optaget af at finde et stort stykke hede der kunne opkøbes af staten og bevares for eftertiden. Han udvirkede, at regeringen gav tilsagn om opkøb, og han drog rundt i Jylland sammen med Hedeselskabets skovrider og direktør Christian Dalgas for at finde et egnet område. Valget endte med at falde på Borris Hede, som staten købte i 1903, dog på betingelse af at hæren kunne anvende området til øvelser. Samtidigt blev området fredet ved lov.
Warming blev endvidere formand for det fælles udvalg, der bestod af repræsentanter for Dansk Botanisk Forening, Naturhistorisk Forening og Dansk Geologisk Forening, og som blev oprettet i maj 1906 efter, at professor Hugo Conwentz ved et møde den 18. april 1905 havde holdt foredrag om naturfredningsarbejdets organisering i Tyskland. Udvalget virkede, indtil at dets arbejde blev overtaget af Danmarks Naturfredningsforenings videnskabelige udvalg i 1928.

## Hædersbevisninger
Warming indvalgtes i Videnskabernes Selskab i 1877. Han sad i bestyrelsen for Carlsbergfondet fra 1889 til 1921 og, som biolog, i bestyrelsen for Carlsberglaboratorierne. Han sad i styrelsen for Danmarks Geologiske Undersøgelser 1895-1917. Han var et drivende kraft i Dansk Botanisk Forening og blev æresmedlem.
Warming blev valgt til præsident for ‘Association internationale des botanistes‘ (1913) og æresmedlem i ”the Royal Society of London”, desuden medlem af Fysiografiska Sällskapet i Lund 1879, af svenska Vetenskapsakademien 1885, af Vetenskapssocieteten i Uppsala 1897 og af Vetenskaps- och vitterhetssamhället i Göteborg 1911. Han blev hædersdoktor i Stockholm 1909 og modtog i 1922 svenska Vetenskapsakademiens større Linnémedalje i guld.
Slægten Warmingia af orkideernes familie er af Reichenbach den Yngre opkaldt efter ham. Det samme gælder Eugen Warmings Vej, som løber langs med Botanisk Have i Århus.

## Familie
Eugen Warming blev gift med Johanne Margrethe Jespersen (kendt som Hanne Warming; 1850-1922) den 10. november 1871. Sammen fik de otte børn:
- Marie (1872-1947), gift med forstprofessor C.V. Prytz
- Jens Warming (sv) (1873-1939), der blev professor i nationaløkonomi
- Fro (1875-1880)
- Povl (1877-1878)
- Svend Warming (1879-1982) ingeniør ved Burmeister & Wain
- Inge (1879-1893)
- Johannes Warming (1882-1970) landmand
- Louise (1884-1964)[10].

## Andet
Standard auktorbetegnelse for arter beskrevet af Eugen Warming: Warm..

## Forfatterskab
- Eugen Warming: "Symbolæ ad floram Brasiliæ centralis cognoscendam" (i: "Naturhistorisk forenings meddelelser", 1868; s. 1-45) Arkiveret 9. april 2018 hos  Wayback Machine Particula XXVII, XXVIII 1882 Arkiveret 22. juli 2018 hos  Wayback Machine[9]
- Eugen Warming: "Nogle Iagttagelser over Varmeudviklingen hos en Aroidee, Philodendron Lundii" (i: "Naturhistorisk forenings meddelelser", 1868; s. 1-45) Arkiveret 9. april 2018 hos  Wayback Machine
- Eugen Warming: Familjen Podostemaceæ (i "Naturhistorisk forenings meddelelser", 1881—1901)VI[9]
- Eugen Warming: "Vochysiaceæ et Trigoniaceæ" (i Martius’ Flora Brasiliensis Fascic. fra 1867, med 26 tavler),[9]
- Eugen Warming: "Et Bidrag til Kundskab om dimorfe og dichogame Blomster" (i: Videnskabelige Meddelelser fra den naturhistoriske Forening i Kjøbenhavn, Bind 21; Kjøbenhavn 1870) Arkiveret 10. april 2018 hos  Wayback Machine
- Eugen Warming: "Er Koppen hos Vortemælken (Euphorbia L.) en Blomst eller en Blomsterstand?" (i: Videnskabelige Meddelelser fra naturhistorisk Forening, 1872) Arkiveret 10. april 2018 hos  Wayback Machine[9]
- Eugen Warming: "Forgreningen hos Pontederiaceæ og Zostera" (i: Videnskabelige Meddelelser fra naturhistorisk Forening, 1872) Arkiveret 10. april 2018 hos  Wayback Machine[9]
- Eugen Warming: "Untersuchungen über pollenbildende phyllome und kaulome" (i Hanstein’s Abhandlungen aus dem Gebiete der Morphologie und Physiologie fra 1873)[9]
- Eugen Warming: "Om nogle ved Danmarks Kyster levende Bakterier" (Videnskabelige Meddelelser 1875) Arkiveret 9. april 2018 hos  Wayback Machine
- Eugen Warming: "Kurvblomsterne og Cand. S. Lund" (i: Videnskabelige Meddelelser fra naturhistorisk Forening, 1876; s. 442-452) Arkiveret 9. april 2018 hos  Wayback Machine
- Eugen Warming: "Die Blüthe der Compositen" (i Hanstein’s Abhandlungen aus dem Gebiete der Morphologie und Physiologie fra 1877)[9]
- Eugen Warming: "De l’ovule" (i Annales des sciences naturelles, 6. serie, bind 5, fra 1878)[9]
- Eugen Warming: Haandbog i den systematiske Botanik, nærmest til Brug for Universitets-Studerende og Lærere (København 1878, senere udkommet i nye oplag, også udgivet på fremmede sprog, således 2. tyske udgave besørget af Möbius, 1902)
- Eugen Warming: "Tabellarisk Oversigt over Grønlands, Islands og Færøernes Flora, 1887" (i: Videnskabelige Meddelelser fra naturhistorisk Forening, 1888; s. 236-292) Arkiveret 12. august 2018 hos  Wayback Machine
- Eugen Warming: "Om planteægget og dets enkelte deles rette homologier" (1879)[9]
- Eugen Warming: "Forgreningen og Bladstillingen hos Slægten Nelumbo" (i: Videnskabelige meddelelser fra den Naturhistoriske forening i Kjöbenhavn, 1880) Arkiveret 19. juli 2018 hos  Wayback Machine
- Eugen Warming: "Oversigt over den danske botaniske litteratur ... indtil 1880" (1881)[9]
- Eugen Warming: "Kiselsyredannelser hos Podostemonaceæ" (i: Videnskabelige meddelelser fra den Naturhistoriske forening i Kjöbenhavn, 1881) Arkiveret 25. juli 2018 hos  Wayback Machine
- Eugen Warming: "Om skudbygning, overvintring og foryngelse" (1884)[9]
- Eugen Warming: "Biologiske optegnelser om grönlandske planter (flere hefter, 1885-)[9]
- Eugen Warming: "Om nogle arktiske væxters biologi" (1886)[9]
- Eugen Warming: "Om caryophyllaceernes blomster" (1890)[9]
- Eugen Warming: "Fra Vesterhavskystens Marskegne" (i: Videnskabelige Meddelelser fra naturhistorisk Forening, 1890; s. 206-245) Arkiveret 17. juli 2018 hos  Wayback Machine
- Eugen Warming: "Grønlands Natur og Historie" (i: Videnskabelige Meddelelser fra naturhistorisk Forening, 1890; s. 265-300) Arkiveret 17. juli 2018 hos  Wayback Machine
- Eugen Warming: "Lagoa Santa" (1892)[9]
- Eugen Warming: "Ekskursionen til Fanø og Blaavand i Juli 1893" (i: Botanisk Tidsskrift, 1894],
- Eugen Warming: Plantesamfund; København 1895,
- Eugen Warming: Den almindelige Botanik" (4. udgave fra 1901 sammen med W. Johannsen)
- Eugen Warming: Dansk Plantevækst. I Strandvegetation; København og Kristiania 1906[9]
- Eugen Warming: Dansk Plantevækst. II Klitterne (1907)[9]
- Eugen Warming: Planterigets livsformer (1908)[9]
- Eugen Warming: Oecology of Plants; Oxford 1909.
- Eugen Warming: Observations sur la valeur systématique de l’ovule (1913)[9]